# 圣玛丽亚-德尔库维略
圣玛丽亚-德尔库维略（西班牙語：Santa María del Cubillo）是西班牙卡斯蒂利亚-莱昂阿维拉省的一个市镇。总面积66平方公里，总人口392人（2001年），人口密度6人/平方公里。